# Philippe-Paul Segur
Philippe-Paul Segur, francoski general, diplomat, akademik in zgodovinar, * 1780, † 1873.
1. 1 2 3 4  Record #119428563 // Gemeinsame Normdatei — 2012—2016.
2. 1 2  data.bnf.fr: platforma za odprte podatke — 2011.